# Hemeromyia remotinervis
Hemeromyia remotinervis is een vliegensoort uit de familie van de Carnidae. De wetenschappelijke naam van de soort is voor het eerst geldig gepubliceerd in 1902 door Strobl.